# Albrecht Wodtke
Albrecht Wodtke (* 25. Mai 1901 in Köslin, Pommern; † 1983 in Bonn) war ein deutscher Verwaltungsjurist und Ministerialbeamter.

## Werdegang
Wodtke studierte an der Universität Jena Rechtswissenschaft. 1920 wurde er im Corps Franconia Jena recipiert. Nach den Examen und dem Vorbereitungsdienst war er ab 1927 als Gerichtsassessor bei verschiedenen Amtsgerichten im Gerichtsbezirk Naumburg (Saale) und bei der Staatsanwaltschaft in Halle (Saale) tätig. Er schied 1929 aus dem Justizdienst aus und stand danach in verschiedenen Funktionen der sächsischen Provinzialverwaltung in Merseburg. In den Jahren 1946/47 war er für die Bezirksregierung Merseburg tätig und danach von 1947 bis 1949 Vorsitzender einer Spruchkammer beim Spruchgericht in Bielefeld. Ab 1949 war er beauftragter Richter am Landgericht Düsseldorf, ab 1950 Hilfsrichter am Landesverwaltungsgericht Düsseldorf. 1952 trat er in das Bundesministerium des Innern über, war dort von 1952 bis 1955 Leiter des Referats Z 1b bzw. (ab 1953) Z 2 (Personalangelegenheiten der nachgeordneten Behörden bzw. Dienststellen), von 1955 bis 1960 Leiter des Referats II 3 bzw. (ab Juni 1958) II A 3 (Disziplinarrecht, Disziplinargerichtsbarkeit). Von Juni 1958 bis 1966 (bis 1960 gleichzeitig) war er als Ministerialdirigent Leiter der Unterabteilung II A (Allgemeines Recht des öffentlichen Dienstes). Anlässlich seines Eintritts in den Ruhestand wurde er 1966 mit dem Großen Bundesverdienstkreuz ausgezeichnet.